# Tansanit

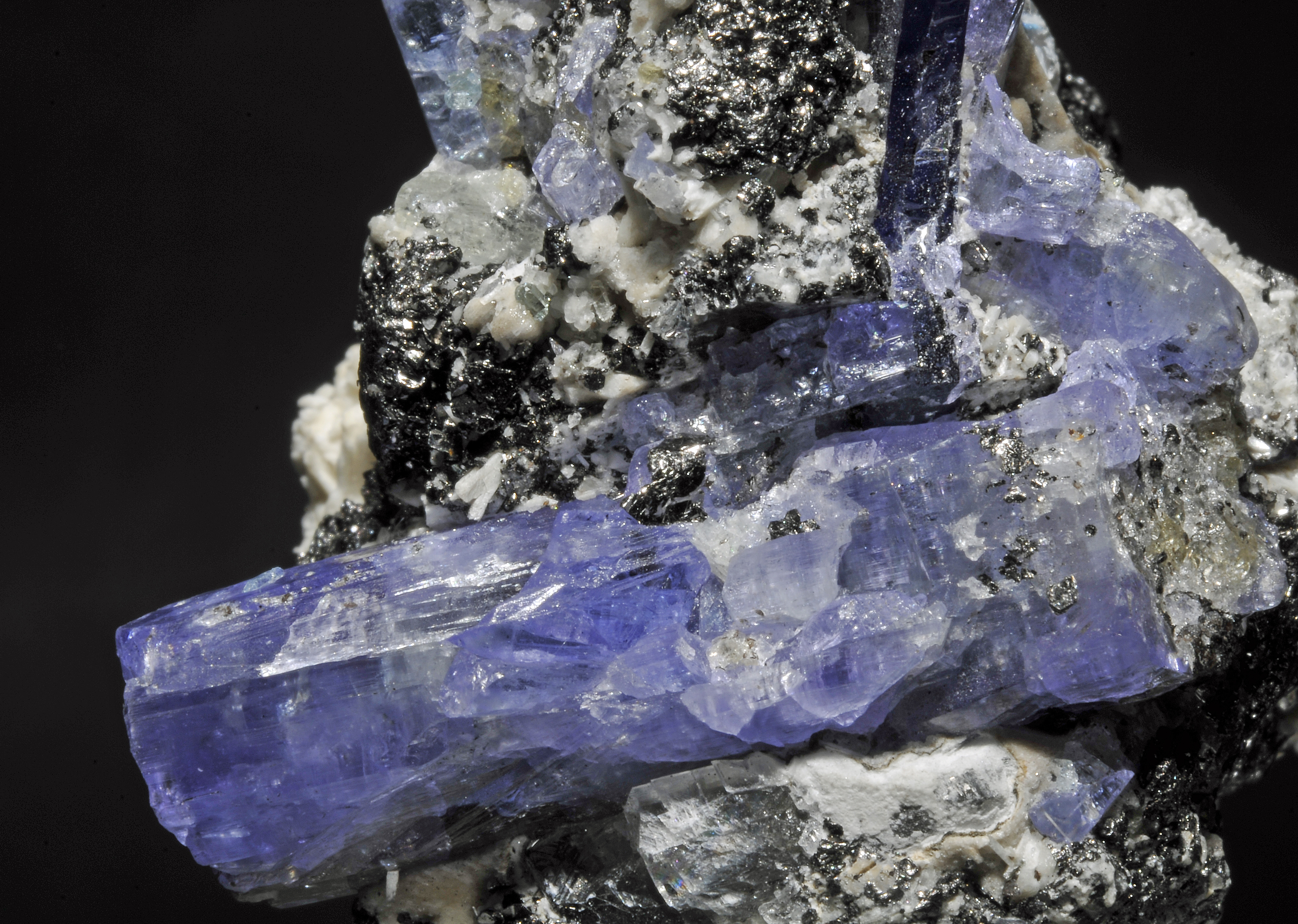
Tansanit mit Laumontit (weiß) und Graphit (schwarz) aus den Merelani Hills (Mererani), Lelatema Mountains, Arusha, Tansania

Tansanit ist eine blaue bis violette Varietät des Minerals Zoisit. Er wird wie die rosarote Varietät Thulit ausschließlich als Schmuckstein verwendet.
Wie Zoisit kristallisiert Tansanit im orthorhombischen Kristallsystem und entwickelt meist durchsichtige, prismatische bis säulige Kristalle, die eine Länge von mehreren Zentimetern erreichen können und einen glasähnlichen Glanz auf den Oberflächen zeigen. Spaltflächen schimmern dagegen eher perlmuttartig.

## Etymologie und Geschichte
Die ersten Funde des transparenten, purpur-bläulich- bis lilafarbenen Tansanit gab es 1967 im Norden Tansanias. 
Laut der gängigen Version wurde Tansanit am 7. Juli 1967 von Manuel de Souza, einem Schneider aus Goa und nebenberuflichen Goldsucher, entdeckt. Er fand durchsichtige Fragmente blauer und blau-violetter Edelsteinkristalle auf einem Hügel in der Nähe von Mererani, etwa 40 km südöstlich von Arusha. Die Regierung Tansanias bestreitet dies jedoch und argumentiert, dass der erste Entdecker des Tansanits der örtliche Bewohner Jumanne Mhero Ngoma war, der den Edelstein bereits im Januar 1967 und damit mehrere Monate vor de Souza gefunden haben soll.
Bekannt wurde der Stein erst durch den New Yorker Juwelier Tiffany. Dieser benannte ihn nach seinem Herkunftsort Tansania, da die Bezeichnung Zoisit ihn zu sehr an das englische Wort für Selbstmord („suicide“) erinnerte.

## Eigenschaften

### Farbe und optische Effekte

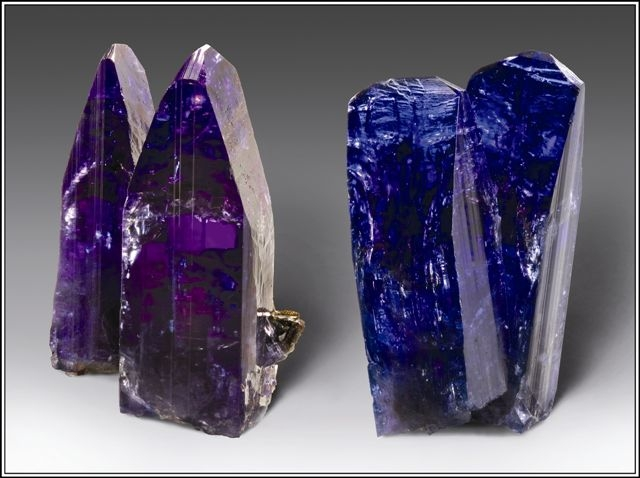
Zusammengesetztes Foto von zwei miteinander verwachsenen Tansanitkristallen aus zwei Blickwinkeln, um den starken Pleochroismus darzustellen

Die blauviolette Farbe ist auf den Einbau von Spuren von Vanadium-Kationen zurückzuführen, wobei die Absorptionsbande (absorbierter Wellenlängenintervall innerhalb eines Spektrums) von V4+ bei 380 nm zu- und die von V3+ bei 350 nm beim Erhitzen abnimmt.
Sehr ausgeprägt ist die Mehrfarbigkeit (Pleochroismus) des Tansanits in den Farben purpur, blau und braun oder gelb. Je größer der Stein, umso intensiver die Farbe. Dank seiner ungewöhnlichen Ausstrahlung und mit Hilfe von Tiffany avancierte er rasch zu einem der begehrtesten Edelsteine der Welt.

### Physikalische und chemische Eigenschaften
Mit einer dem Zoisit entsprechenden Mohshärte von 6 bis 7 gehört Tansanit zu den mittelharten Mineralen, die nicht ganz der sogenannten „Edelsteinhärte“ von über 7 entspricht.
Je nach Anteil der Fremdbeimengungen hat Tansanit eine Dichte zwischen 3,2 und 3,4.
Die optisch positiven Brechungsindices werden mit nα = 1,691; nβ = 1,692 und nγ = 1,700 angegeben. Die Doppelbrechung ist mit 0,009 sehr gering (zum Vergleich: Calcit, Doppelspat 0,172).

## Bildung und Fundorte
Tansanit bildet sich vorwiegend aus hydrothermalen Lösungen in Gängen und Klüften von Gneisen.
Das einzige abbauwürdige und kommerziell genutzte Vorkommen an hochwertigen Tansanit-Kristallen ist noch in den Gilewy Hills bei Arusha in Tansania. Die aktuellen Funde erreichen allerdings nur selten die herausragende Qualität früherer Jahre.
Aus der Region Hindukusch in Pakistan wurden zwar ebenfalls Tansanitfunde gemeldet, allerdings erreichen diese Steine weder die Farbgüte noch die Reinheit derjenigen aus Tansania und lassen sich auch durch Brennen nicht in die begehrte blauviolette Farbe überführen.

## Verwendung als Schmuckstein

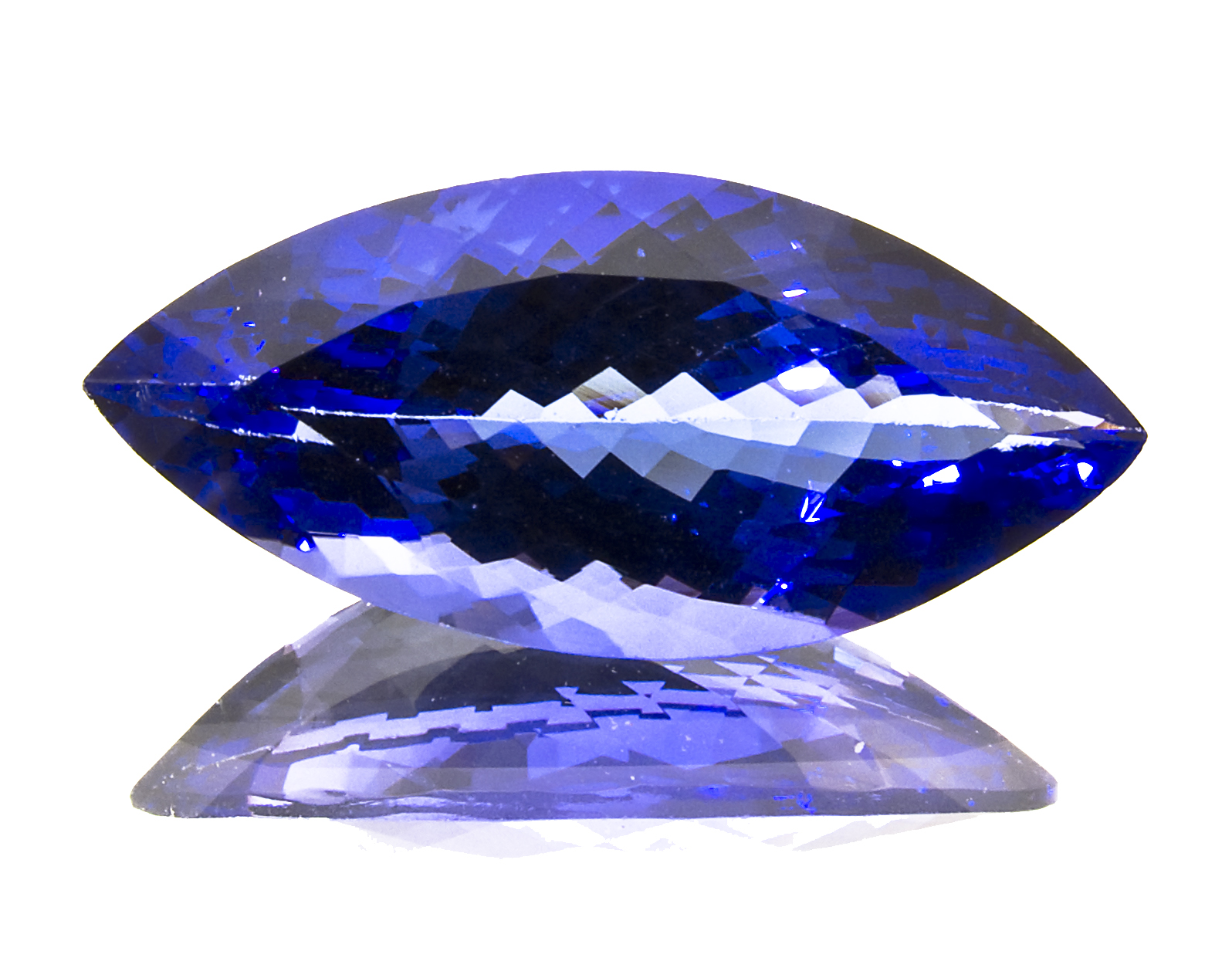
Tansanit-Navette

Normalerweise tritt Tansanit in Größen zwischen 0,5 und 10 Karat auf. Selten finden sich auch größere Kristalle und Tansanit-Katzenaugen. Zwei der bisher größten bekannten Tansanite wurden in einer nicht näher benannten Grube in Tansania gefunden. Die beiden Edelsteine haben jeweils eine Länge von 30 cm und eine Dicke von etwa 10 cm. Mit einem Gesamtgewicht von mehr als 14 kg (9,27 kg und 5,103 kg) erzielten sie beim Verkauf an das lokale Bergbauministerium eine Summe von 7,74 Milliarden Tansania-Schilling (3,35 Millionen US-Dollar).
Zuvor galt der 22 Zentimeter hohe und 11.000 Karat schwere „Kilimandscharo“ als größter bekannter Tansanitkristall.
Wegen seiner hohen Transparenz ist das Mineral als Schmuckstein sehr beliebt und erzielt hohe Preise. Aufgrund seiner ausgeprägten Spaltbarkeit nach einer Richtung reagiert Tansanit nicht nur empfindlich auf Druckbelastungen, wie sie bei Schleif- und Fassarbeiten auftreten, sondern auch auf ungleichmäßige Wärmebelastungen bzw. rasche Temperaturwechsel. Bereits das Abnehmen des Reparaturgegenstandes von der Lötkohle oder das Auflegen des Stücks am Lötblech oder Brettstock zur Abkühlung kann zu Rissen im Stein führen. Ebenso wenig verträgt der Edelstein eine Reinigung im Ultraschallgerät. Auch auf Säuren bzw. Säuregemische reagiert er empfindlich.
Da der Tansanit eine für Edelsteine relativ geringe Mohshärte von 6,5 bis 7 aufweist, die unter der von Quarz (7) liegt, muss auch beim Tragen von Tansanitschmuck die Empfindlichkeit des Steins berücksichtigt werden. Bei grober Behandlung können sonst unter Umständen schnell Kratzer entstehen.

## Manipulationen und Imitationen
Ein großer Teil der im Handel befindlichen Tansanite wird durch Brennen bei etwa 400 bis 500 °C aus graubraunen bis gelbbraunen Zoisiten hergestellt. Das Brennen verstärkt zudem die blaue Farbe schwach gefärbter Steine.
Der Prozess des Brennens kann nach heutigem Stand der Wissenschaft nicht immer eindeutig nachgewiesen werden. Eine Möglichkeit ist die Untersuchung des Pleochroismus mit einem Polarisationsfilter. Natürliche, nicht gebrannte Tansanite zeigen häufig ein Farbwechsel von Blau (Bläulich-Violett) zu Goldbraunen. Gebrannte Tansanite zeigen einen Pleochoismus von Blau zu Blauviolett. Ein weiteres Indiz für Hitzebehandlung können (wie z. B. bei Korund bekannt) sogenannte Sprengrisse sein. Diese kommen allerdings in gebrannten Tansaniten selten vor.
Tansanit wird auch durch gefärbtes Glas (billige Variante) oder Dubletten imitiert.
Verwechslungsgefahr aufgrund der Farbe besteht zudem mit Amethyst, Cordierit, Lazulith, Saphir und blauem Spinell.
Synthetischer Tansanit ist bisher unbekannt. Bei dem auf Mineralbörsen gelegentlich angebotenen „synthetischen Tansanit“ handelt es sich meist um synthetischen Forsterit.